# Syzygium jambos
Syzygium jambos (L.) Alston, 1931, popolarmente noto come melarosa o pomarrosa, è una specie di melarosa appartenente alla famiglia delle Myrtaceae, originaria del Sud-est asiatico. È stata introdotta nell'America tropicale continentale e nelle Antille, dove è stata introdotta dagli inglesi.

## Distribuzione
L'areale naturale della pomarrosa comprendeva originariamente parte o tutto l'arcipelago malese e la parte settentrionale della Birmania. Tuttavia, la specie è diventata così coltivata e naturalizzata che i limiti del suo habitat naturale sono indefiniti.